# Iolanda (chanteuse)
Pour les articles homonymes, voir Iolanda.
Iolanda Costa, née le 4 novembre 1994, connue sous le nom d'iolanda, est une chanteuse et compositrice portugaise. Elle se fait connaître grâce à sa participation à la première saison de l'émission Uma canção para ti, diffusée par TVI en décembre 2008. Elle représente le Portugal au Concours Eurovision de la chanson 2024 avec la chanson Grito. Le 12 mai 2024, lors de la finale, elle se classe à la 10e place du concours Eurovision de la chanson, ayant obtenu un total de 152 points.

## Jeunesse
Iolanda est née en 1994 à Figueira da Foz, mais elle déménage à Pombal lorsqu'elle est enfant. Dès son plus jeune âge, elle révèle une grande passion pour la musique et sa vocation ne passe pas inaperçue auprès de ses parents, qui l'envoient étudier la musique à Tecnimúsica, une école de Pombal, et plus tard au Conservatoire. À 17 ans, elle s'installe à Lisbonne où elle obtient un diplôme en sciences de la communication à l'Institut supérieur des sciences sociales et politiques (pt). Elle essaye de se produire dans des bars et des concours nationaux de talents, puis déménage à Londres, où elle étudie l'écriture de chansons au British and Irish Institute of Modern Music, à l'Université du Sussex,.

## Carrière musicale
À l'âge de 14 ans, iolanda participe à la première édition de l'émission Uma canção para ti (pt) (Une chanson pour toi), diffusée par TVI en décembre 2008 et est éliminée lors du 2e gala, échouant ainsi à atteindre la finale. En 2012, à l'âge de 17 ans, elle tente à nouveau sa chance dans une émission télévisée, cette fois dans la 5e saison de Ídolos (pt), sur SIC, mais n'atteint pas le stade des émissions en direct.
En 2014, elle monte sur scène lors des Blind Tests de la deuxième saison de The Voice Portugal, sur RTP1, mais sa performance de Who You Are de Jessie J, n'impressionne aucun des quatre mentors. En 2022, elle fait ses débuts au Festival da Canção, la sélection portugaise pour le Concours Eurovision de la chanson, en tant que co-auteure et co-compositrice de la chanson Mar no fim, interprété par Blacci. En 2023, iolanda sort son premier EP, intitulé Cura, qu'elle a écrit pendant la pandémie de COVID-19,,.
En 2024, elle est sélectionnée pour participer au Festival da Canção 2024 avec la chanson Grito ; le 24 février 2024, elle assure sa place en finale, remportant finalement le festival et représentant le Portugal au Concours Eurovision de la chanson 2024. Le 12 mai 2024, lors de la finale, elle se classe à la 10e place du concours Eurovision de la chanson, ayant obtenu un total de 152 points.

## Discographie

### EPs
| Titre | Détails                                                                                                |
| ----- | --- |
| Cura  | - Sortie : 31 mars 2023 - Label : Altafonte - Formats : Téléchargement numérique, diffusion en continu |

### Singles

#### En tant qu'artiste principale
| Titre                                                         | Année | Album ou EP        |
| ------------------------------------------------------------- | ----- | ------------------ |
| Cura                                                          | 2022  | Cura               |
| Assim (avec Choro et Matheus Paraizo avec Inês Marques Lucas) | 2022  | Avalanche - Tome I |
| Contigo (avec Soluna avec Luar)                               | 2022  | Avalanche - Tome I |
| Lugar certo                                                   | 2022  | Cura               |
| "Juro já nem paro                                             | 2023  | Cura               |
| Grito                                                         | 2024  |                    |

#### En tant qu'artiste vedette
| Titre                            | Année | Album ou EP    |
| -------------------------------- | ----- | -------------- |
| Crying Out (Darko feat. iolanda) | 2015  | Overexpression |